# كومة دريس

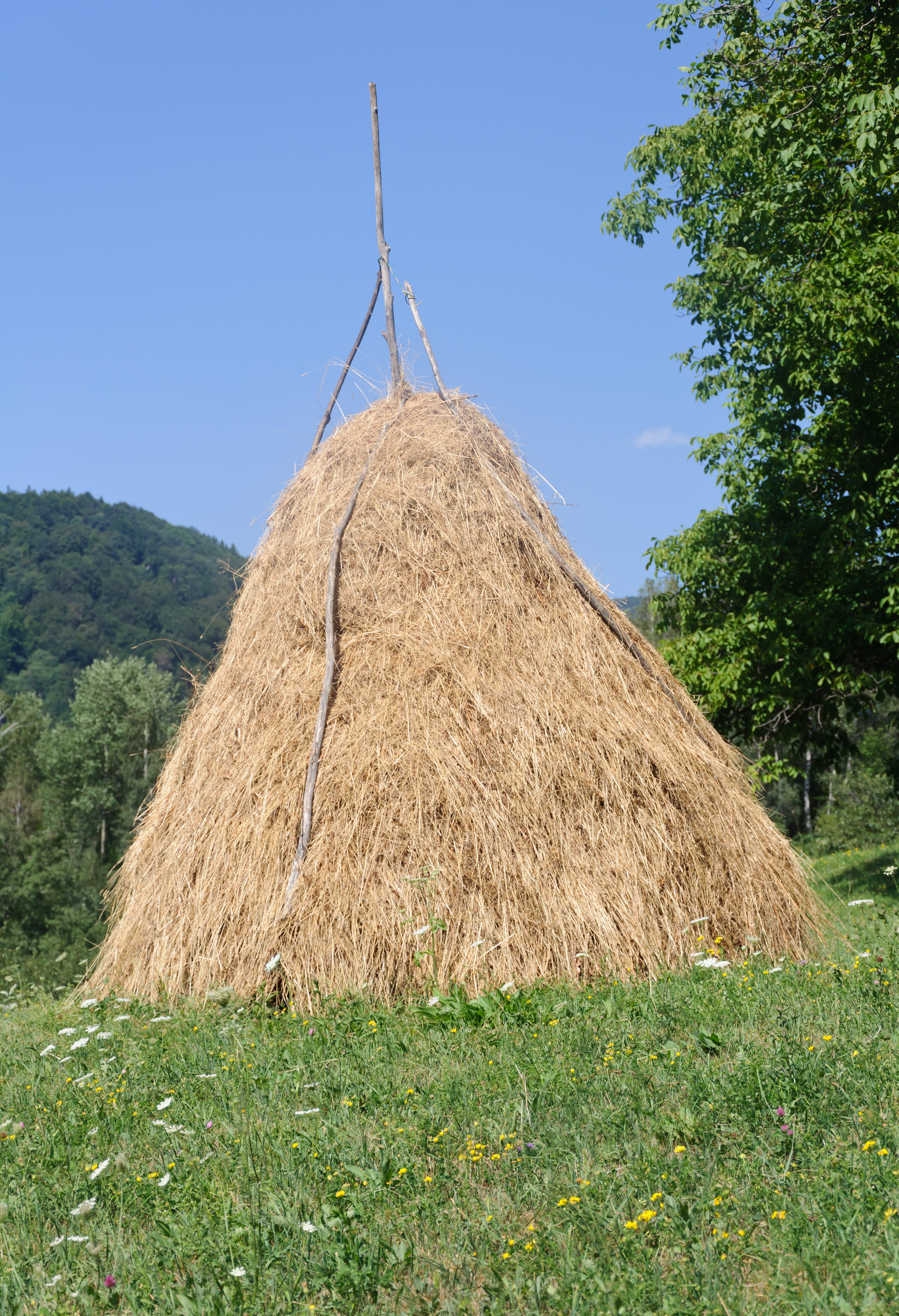
صورة لكومة دريس

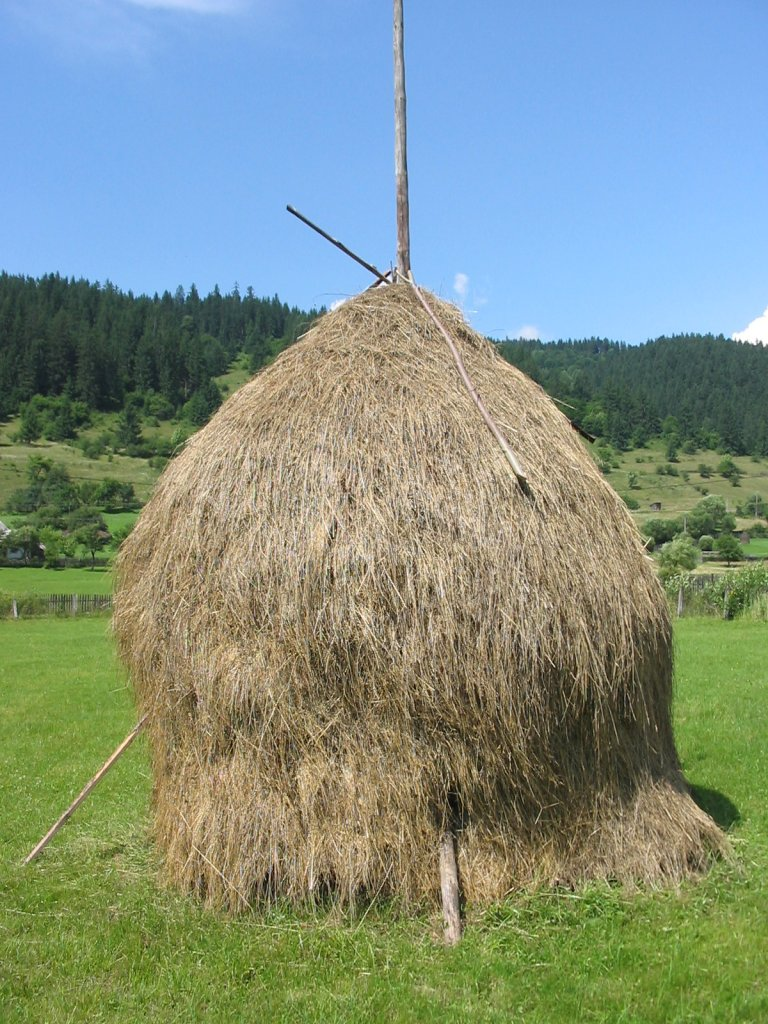
كومة دريس في رومانيا

كومة الدريس هي بنية من السمات النموذجية للبلدان الأوروبية الدافئة. وهي تتألف من عمود خشبي متوسط مكدس حوله طبقات من الدريس، مشكلة كومة لنقلها لاحقًا إلى الحظيرة.
يُستخدم حائط صغير ليُبنى حول كومة الدريس لمنع وصول الماشية إليه حتى لا تأكله. وفي الوقت الحاضر، ومع استخدام الآلات، استبدلت طريقة التخزين هذه بـ «آلات» القش.

## الوصف
يتم نقل الدريس الفضفاض إلى منطقة معينة لتجميعه -عادة تكون منطقة مرتفعة قليلاً للسماح بتصريف الماء- حيث يتم تشكيل كومة الدريس. تتم معالجة كومة الدريس لتقاوم الماء (مهمة تحتاج إلى مهارة كبيرة) بضغط الدريس تحت وزنه ومع تحرير الحرارة بالرطوبة المتبقية لمساعدة قوى الضغط. بعد ذلك تتم إحاطة الكومة بسياج لفصله عن بقية الحقل. وعند الحاجة، يتم فتح كومة الدريس باستخدام سكين حيث يُستخدم جزء من الدريس كل يوم لإطعام الحيوانات. وحسب المنطقة، يمكن دعم كومة الدريس على بنية داخلية لها غطاء ضد الماء يمكن خفضه عند سحب الدريس.

## الاحتراق التلقائي
تُطلق أكوام الدريس حرارة داخلية بفعل تخمر البكتيريا. وفي حالة تكويم الدريس مع وجود عشب رطب، قد تكون الحرارة الناتجة كافية لإشعال الدريس متسببة في نشوب حريق. وينبغي على المزارعين الحذر بشأن مستويات الرطوبة لتجنب مثل هذا «الاحتراق التلقائي»، لأن نشوب حريق في كومة دريس قد يشكل خطرًا كبيرًا.
قد يتسبب تكويم الدريس قبل جفافه تمامًا في إطلاق حرارة كافية لنشوب حريق. وعلى المزارعين الحذر بشأن مستويات الرطوبة لتجنب الاحتراق التلقائي، فهو سبب رئيسي في حرائق أكوام الدريس. وتنطلق الحرارة بفعل عملية التنفس، والتي تحدث حتى ينخفض محتوى الرطوبة في الدريس الجاف لأقل من 40%. ويُعتبر الدريس جافًا تمامًا عندما يصل محتوى الرطوبة إلى نسبة 20%. وتحدث مشكلات الاحتراق عادة خلال فترة تتراوح من خمسة إلى سبعة أيام من عملية التكويم. وكومة الدريس الأكثر برودة من 120 °ف (49 °م)احتمال تعرضها للخطر ضعيف، أما الدريس الذي تتراوح درجة حرارة بين 120 و 140 °ف (49 و 60 °م) فتتعين إزالته من أكوام الدريس أو الأبنية الأخرى وفصله حتى يبرد. وإذا تجاوزت درجة حرارة كومة دريس 140 °ف (60 °م)، فقد تحترق.

## وصلات خارجية
- Haystack images